# Benjamin Verbič
Benjamin Verbič (Celje, 27 november 1993) is een Sloveens voetballer die doorgaans speelt als middenvelder. In januari 2025 verruilde hij Panathinaikos voor Levadiakos. Verbič maakte in 2015 zijn debuut in het Sloveens voetbalelftal.

## Clubcarrière

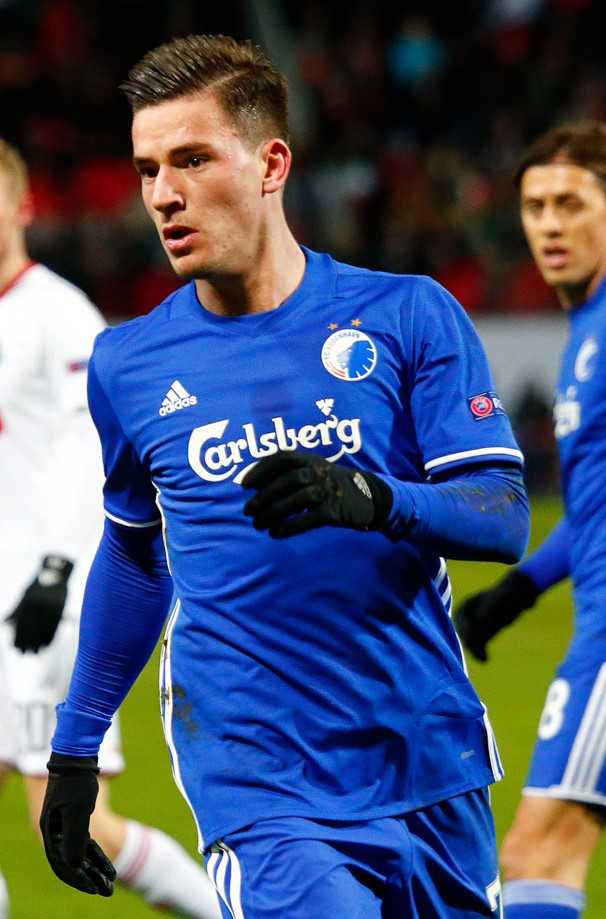
Verbič in 2017 met FC Kopenhagen

Verbič speelde in de jeugdopleiding van NK Celje en brak ook door bij die club. Na twee seizoenen in de hoofdmacht werd hij kortstondig verhuurd aan Šampion. Bij die club speelde hij drie wedstrijden voor hij terugkeerde bij Celje. Na zijn terugkeer speelde hij drie seizoenen als vaste basisspeler. In de jaargangen 2014/15 en 2015/16 was hij verantwoordelijk voor respectievelijk tien en vijftien competitiedoelpunten. In de zomer van 2015 maakte de Sloveen de overstap naar FC Kopenhagen. Bij de Deense topclub zette hij zijn handtekening onder een verbintenis voor de duur van vier seizoenen. In de winterstop van het seizoen 2017/18 verkaste Verbič naar Dynamo Kiev, waar hij tekende tot medio 2022. In maart 2022 werd hij tot het einde van het seizoen 2021/22 gehuurd door Legia Warschau na de Russische invasie van Oekraïne. In de zomer vertrok Verbič transfervrij naar Panathinaikos, waar hij zijn handtekening zette onder een verbintenis voor de duur van drie seizoenen. Tweeënhalf jaar later vertrok hij al bij de club, om voor Levadiakos te tekenen.

## Clubstatistieken
| Seizoen | Club             | Competitie   | Competitie | Competitie | Beker | Beker | Internationaal | Internationaal | Totaal | Totaal |
| Seizoen | Club             | Competitie   | Wed.       | Dlp.       | Wed.  | Dlp.  | Wed.           | Dlp.           | Wed.   | Dlp.   |
| ------- | ---------------- | ------------ | ---------- | ---------- | ----- | ----- | -------------- | -------------- | ------ | ------ |
| 2010/11 | NK Celje         | 1. SNL       | 1          | 0          | 0     | 0     | —              | —              | 1      | 0      |
| 2011/12 | NK Celje         | 1. SNL       | 12         | 1          | 3     | 2     | —              | —              | 15     | 3      |
| 2012/13 | → Šampion        | 2. SNL       | 3          | 0          | 0     | 0     | —              | —              | 3      | 0      |
| 2012/13 | NK Celje         | 1. SNL       | 26         | 3          | 6     | 3     | 2              | 0              | 34     | 6      |
| 2013/14 | NK Celje         | 1. SNL       | 32         | 10         | 3     | 0     | 2              | 0              | 37     | 10     |
| 2014/15 | NK Celje         | 1. SNL       | 32         | 15         | 7     | 1     | —              | —              | 39     | 16     |
| 2015/16 | FC Kopenhagen    | Superligaen  | 26         | 3          | 2     | 0     | 4              | 2              | 32     | 5      |
| 2016/17 | FC Kopenhagen    | Superligaen  | 27         | 6          | 3     | 0     | 10             | 0              | 40     | 6      |
| 2017/18 | FC Kopenhagen    | Superligaen  | 16         | 7          | 0     | 0     | 11             | 4              | 27     | 11     |
| 2017/18 | Dynamo Kiev      | Premjer Liha | 12         | 4          | 2     | 1     | 0              | 0              | 14     | 5      |
| 2018/19 | Dynamo Kiev      | Premjer Liha | 21         | 7          | 1     | 0     | 11             | 5              | 33     | 12     |
| 2019/20 | Dynamo Kiev      | Premjer Liha | 25         | 11         | 5     | 1     | 7              | 2              | 37     | 14     |
| 2020/21 | Dynamo Kiev      | Premjer Liha | 12         | 3          | 0     | 0     | 9              | 0              | 21     | 3      |
| 2021/22 | Dynamo Kiev      | Premjer Liha | 9          | 2          | 1     | 1     | 3              | 0              | 13     | 3      |
| 2021/22 | → Legia Warschau | Ekstraklasa  | 7          | 0          | 1     | 0     | —              | —              | 8      | 0      |
| 2022/23 | Panathinaikos    | Super League | 26         | 2          | 3     | 1     | 0              | 0              | 29     | 3      |
| 2023/24 | Panathinaikos    | Super League | 22         | 4          | 2     | 0     | 4              | 0              | 28     | 4      |
| 2024/25 | Panathinaikos    | Super League | 0          | 0          | 0     | 0     | 1              | 0              | 1      | 0      |
| 2024/25 | Levadiakos       | Super League | 11         | 2          | 0     | 0     | —              | —              | 11     | 2      |
| 2025/26 | Levadiakos       | Super League | 0          | 0          | 1     | 0     | —              | —              | 1      | 0      |
| Totaal  | Totaal           | Totaal       | 320        | 80         | 40    | 10    | 64             | 13             | 424    | 103    |

Bijgewerkt op 20 augustus 2025.

## Interlandcarrière
Verbič maakte op 30 maart 2015 zijn debuut in het Sloveens voetbalelftal toen dat in een vriendschappelijke wedstrijd met 1–0 verloor van Qatar door een doelpunt van Abdelkarim Hassan. Verbič mocht van bondscoach Srečko Katanec in de basis starten en hij werd na zevenenzeventig minuten spelen gewisseld ten faveure van Andraž Kirm. De andere debutanten dit duel waren Nik Omladič (Eintracht Braunschweig) en Luka Krajnc (Cesena). Zijn eerste interlandgoal volgde op 11 november 2016, toen gespeeld werd tegen Malta. De middenvelder begon aan dit duel als basisspeler en hij speelde het gehele duel mee. In de tweede minuut na rust opende hij de score en bij dat doelpunt bleef het ook.
In mei 2024 werd Verbič door bondscoach Matjaž Kek opgenomen in de voorselectie voor het EK 2024 in Duitsland. Vervolgens werd hij op 7 juni 2024 ook opgenomen in de definitieve selectie. Slovenië overleefde de groepsfase na gelijke spelen tegen Denemarken (1–1), Servië (1–1) en Engeland (0–0), waarna het in de achtste finales na strafschoppen werd uitgeschakeld door Portugal (0–0, 3–0, mede door een gemiste strafschop van Verbič). Hij kwam enkel tegen Engeland niet in actie. Zijn toenmalige clubgenoten Andraž Šporar, Adam Gnezda Čerin (beiden eveneens Slovenië), Filip Mladenović (Servië) en Samet Akaydin (Turkije) waren ook actief op het EK.
| Interlands van Benjamin Verbič voor Slovenië | Interlands van Benjamin Verbič voor Slovenië | Interlands van Benjamin Verbič voor Slovenië | Interlands van Benjamin Verbič voor Slovenië | Interlands van Benjamin Verbič voor Slovenië | Interlands van Benjamin Verbič voor Slovenië |
| №                                            | Datum                                        | Wedstrijd                                    | Uitslag                                      | Competitie                                   | Goals                                        |
| Als speler bij Celje                         | Als speler bij Celje                         | Als speler bij Celje                         | Als speler bij Celje                         | Als speler bij Celje                         | Als speler bij Celje                         |
| -------------------------------------------- | -------------------------------------------- | -------------------------------------------- | -------------------------------------------- | -------------------------------------------- | -------------------------------------------- |
| 1                                            | 30 maart 2015                                | Qatar – Slovenië                             | 1 – 0                                        | Vriendschappelijk                            |                                              |
| Als speler bij FC Kopenhagen                 |                                              |                                              |                                              |                                              |                                              |
| 2                                            | 23 maart 2016                                | Slovenië – Macedonië                         | 1 – 0                                        | Vriendschappelijk                            |                                              |
| 3                                            | 28 maart 2016                                | Noord-Ierland – Slovenië                     | 1 – 0                                        | Vriendschappelijk                            |                                              |
| 4                                            | 5 juni 2016                                  | Slovenië – Turkije                           | 0 – 1                                        | Vriendschappelijk                            |                                              |
| 5                                            | 4 september 2016                             | Litouwen – Slovenië                          | 2 – 2                                        | WK 2018 kwalificatie                         |                                              |
| 6                                            | 8 oktober 2016                               | Slovenië – Slowakije                         | 1 – 0                                        | WK 2018 kwalificatie                         |                                              |
| 7                                            | 11 oktober 2016                              | Slovenië – Engeland                          | 0 – 0                                        | WK 2018 kwalificatie                         |                                              |
| 8                                            | 11 november 2016                             | Malta – Slovenië                             | 0 – 1                                        | WK 2018 kwalificatie                         | 47'                                          |
| 9                                            | 14 november 2016                             | Polen – Slovenië                             | 1 – 1                                        | Vriendschappelijk                            |                                              |
| 10                                           | 26 maart 2017                                | Schotland – Slovenië                         | 1 – 0                                        | WK 2018 kwalificatie                         |                                              |
| 11                                           | 10 juni 2017                                 | Slovenië – Malta                             | 2 – 0                                        | WK 2018 kwalificatie                         |                                              |
| 12                                           | 1 september 2017                             | Slowakije – Slovenië                         | 1 – 0                                        | WK 2018 kwalificatie                         |                                              |
| 13                                           | 4 september 2017                             | Slovenië – Litouwen                          | 4 – 0                                        | WK 2018 kwalificatie                         | 82'                                          |
| 14                                           | 5 oktober 2017                               | Engeland – Slovenië                          | 1 – 0                                        | WK 2018 kwalificatie                         |                                              |
| 15                                           | 8 oktober 2017                               | Slovenië – Schotland                         | 2 – 2                                        | WK 2018 kwalificatie                         |                                              |
| Als speler bij Dynamo Kiev                   |                                              |                                              |                                              |                                              |                                              |
| 16                                           | 23 maart 2018                                | Oostenrijk – Slovenië                        | 3 – 0                                        | Vriendschappelijk                            |                                              |
| 17                                           | 2 juni 2018                                  | Montenegro – Slovenië                        | 0 – 2                                        | Vriendschappelijk                            |                                              |
| 18                                           | 6 september 2018                             | Slovenië – Bulgarije                         | 1 – 2                                        | Nations League 2018/19                       |                                              |
| 19                                           | 9 september 2018                             | Cyprus – Slovenië                            | 2 – 1                                        | Nations League 2018/19                       |                                              |
| 20                                           | 16 november 2018                             | Slovenië – Noorwegen                         | 1 – 1                                        | Nations League 2018/19                       | 9'                                           |
| 21                                           | 19 november 2018                             | Bulgarije – Slovenië                         | 1 – 1                                        | Nations League 2018/19                       |                                              |
| 22                                           | 21 maart 2019                                | Israël – Slovenië                            | 1 – 1                                        | EK 2020 kwalificatie                         |                                              |
| 23                                           | 24 maart 2019                                | Slovenië – Noord-Macedonië                   | 1 – 1                                        | EK 2020 kwalificatie                         |                                              |
| 24                                           | 6 september 2019                             | Slovenië – Polen                             | 2 – 0                                        | EK 2020 kwalificatie                         |                                              |
| 25                                           | 9 september 2019                             | Slovenië – Israël                            | 3 – 2                                        | EK 2020 kwalificatie                         |                                              |
| 26                                           | 10 oktober 2019                              | Noord-Macedonië – Slovenië                   | 2 – 1                                        | EK 2020 kwalificatie                         |                                              |
| 27                                           | 13 oktober 2019                              | Slovenië – Oostenrijk                        | 0 – 1                                        | EK 2020 kwalificatie                         |                                              |
| 28                                           | 16 november 2019                             | Slovenië – Letland                           | 1 – 0                                        | EK 2020 kwalificatie                         |                                              |
| 29                                           | 19 november 2019                             | Polen – Slovenië                             | 3 – 2                                        | EK 2020 kwalificatie                         |                                              |
| 30                                           | 7 oktober 2020                               | Slovenië – San Marino                        | 4 – 0                                        | Vriendschappelijk                            |                                              |
| 31                                           | 11 oktober 2020                              | Kosovo – Slovenië                            | 0 – 1                                        | Nations League 2020/21                       |                                              |
| 32                                           | 14 oktober 2020                              | Moldavië – Slovenië                          | 0 – 4                                        | Nations League 2020/21                       |                                              |
| 33                                           | 11 november 2020                             | Slovenië – Azerbeidzjan                      | 0 – 0                                        | Vriendschappelijk                            |                                              |
| 34                                           | 18 november 2020                             | Griekenland – Slovenië                       | 0 – 0                                        | Nations League 2020/21                       |                                              |
| 35                                           | 8 oktober 2021                               | Malta – Slovenië                             | 0 – 4                                        | WK 2022 kwalificatie                         |                                              |
| 36                                           | 11 oktober 2021                              | Slovenië – Rusland                           | 1 – 2                                        | WK 2022 kwalificatie                         |                                              |
| 37                                           | 11 november 2021                             | Slowakije – Slovenië                         | 2 – 2                                        | WK 2022 kwalificatie                         |                                              |
| 38                                           | 14 november 2021                             | Slovenië – Cyprus                            | 2 – 1                                        | WK 2022 kwalificatie                         |                                              |
| Als speler bij Legia Warschau                |                                              |                                              |                                              |                                              |                                              |
| 39                                           | 26 maart 2022                                | Kroatië – Slovenië                           | 1 – 1                                        | Vriendschappelijk                            |                                              |
| 40                                           | 29 maart 2022                                | Qatar – Slovenië                             | 0 – 0                                        | Vriendschappelijk                            |                                              |
| 41                                           | 2 juni 2022                                  | Slovenië – Zweden                            | 0 – 2                                        | Nations League 2022/23                       |                                              |
| 42                                           | 9 juni 2022                                  | Noorwegen – Slovenië                         | 0 – 0                                        | Nations League 2022/23                       |                                              |
| 43                                           | 12 juni 2022                                 | Slovenië – Servië                            | 2 – 2                                        | Nations League 2022/23                       |                                              |
| Als speler bij Panathinaikos                 |                                              |                                              |                                              |                                              |                                              |
| 44                                           | 24 september 2022                            | Slovenië – Noorwegen                         | 2 – 1                                        | Nations League 2022/23                       |                                              |
| 45                                           | 27 september 2022                            | Zweden – Slovenië                            | 1 – 1                                        | Nations League 2022/23                       |                                              |
| 46                                           | 17 november 2022                             | Roemenië – Slovenië                          | 1 – 2                                        | Vriendschappelijk                            |                                              |
| 47                                           | 20 november 2022                             | Slovenië – Montenegro                        | 1 – 0                                        | Vriendschappelijk                            |                                              |
| 48                                           | 23 maart 2023                                | Kazachstan – Slovenië                        | 1 – 2                                        | EK 2024 kwalificatie                         |                                              |
| 49                                           | 26 maart 2023                                | Slovenië – San Marino                        | 2 – 0                                        | EK 2024 kwalificatie                         |                                              |
| 50                                           | 16 juni 2023                                 | Finland – Slovenië                           | 2 – 0                                        | EK 2024 kwalificatie                         |                                              |
| 51                                           | 19 juni 2023                                 | Slovenië – Denemarken                        | 1 – 1                                        | EK 2024 kwalificatie                         |                                              |
| 52                                           | 10 september 2023                            | San Marino – Slovenië                        | 0 – 4                                        | EK 2024 kwalificatie                         |                                              |
| 53                                           | 14 oktober 2023                              | Slovenië – Finland                           | 3 – 0                                        | EK 2024 kwalificatie                         |                                              |
| 54                                           | 17 oktober 2023                              | Noord-Ierland – Slovenië                     | 0 – 1                                        | EK 2024 kwalificatie                         |                                              |
| 55                                           | 17 november 2023                             | Denemarken – Slovenië                        | 2 – 1                                        | EK 2024 kwalificatie                         |                                              |
| 56                                           | 20 november 2023                             | Slovenië – Kazachstan                        | 2 – 1                                        | EK 2024 kwalificatie                         | 86'                                          |
| 57                                           | 21 maart 2024                                | Malta – Slovenië                             | 2 – 2                                        | Vriendschappelijk                            |                                              |
| 58                                           | 26 maart 2024                                | Slovenië – Portugal                          | 2 – 0                                        | Vriendschappelijk                            |                                              |
| 59                                           | 16 juni 2024                                 | Slovenië – Denemarken                        | 1 – 1                                        | EK 2024                                      |                                              |
| 60                                           | 20 juni 2024                                 | Slovenië – Servië                            | 1 – 1                                        | EK 2024                                      |                                              |
| 61                                           | 1 juli 2024                                  | Portugal – Slovenië                          | 0 – 0 (3 – 0 n.s.)                           | EK 2024                                      |                                              |
| Als speler bij Levadiakos                    |                                              |                                              |                                              |                                              |                                              |
| 62                                           | 6 juni 2025                                  | Luxemburg – Slovenië                         | 0 – 1                                        | Vriendschappelijk                            |                                              |
| 63                                           | 10 juni 2025                                 | Slovenië – Bosnië en Herzegovina             | 2 – 1                                        | Vriendschappelijk                            | 63'                                          |

Bijgewerkt op 20 augustus 2025.

## Erelijst
| Competitie             |               |                  |               |               |
| Competitie             | Aantal        | Jaren            |               |               |
| FC Kopenhagen          | FC Kopenhagen | FC Kopenhagen    | FC Kopenhagen | FC Kopenhagen |
| ---------------------- | ------------- | ---------------- | ------------- | ------------- |
| Superligaen            | 2             | 2015/16, 2016/17 |               |               |
| DBU Pokalen            | 2             | 2015/16, 2016/17 |               |               |
| Dynamo Kiev            |               |                  |               |               |
| Premjer Liha           | 1             | 2020/21          |               |               |
| Koebok Oekrajiny       | 2             | 2019/20, 2020/21 |               |               |
| Soeperkoebok Oekrajiny | 3             | 2018, 2019, 2020 |               |               |
| Panathinaikos          |               |                  |               |               |
| Super League           | 1             | 2022/23          |               |               |